# Russische Partij voor Sociaaldemocratie
De Russische Partij voor Sociaaldemocratie (Russisch: Российская партия социальной демократии, Rossijskaya partija sotsialnoj demokratii, RPSD) was een sociaaldemocratische politieke partij in Rusland die van 1995 tot 2002 bestond.

## Geschiedenis
In 1994 werd een organisatie (Verenigde Beweging voor Sociaaldemocratie) opgericht met als doel het verenigen van kleinere sociaaldemocratische politieke partijen in Rusland die na het uiteenvallen van de Sovjet-Unie waren ontstaan. Hieruit kwam op 18 februari 1995 de Russische Partij voor Sociaaldemocratie (RPSD) voort die op 6 maart 1995 werd geregistreerd. Voorzitter werd Aleksandr Jakovlev (1923-2005), architect van de perestrojka en oud-adviseur van Michail Gorbatsjov, de laatste president van de Sovjet-Unie. De partij bestond uit hervormingsgezinde sociaaldemocraten en liberalen die in de regel het beleid van president Boris Jeltsin steunden. De partij was voorstander van een gemengde economie met een beperkte rol voor de staat in het economische leven. De RPSD maakte deel uit van het electorale blokken Democratische Keuze van Rusland (1995-1998) en de Rechtse Zaak (1998-1999). Kandidaten voor de Staatsdoema werden via de lijsten van genoemde electorale blokken in het parlement gekozen; op eigen kracht wist de RPSD geen zetels te veroveren. In 1999 werden enkele leden van de RPSD via de lijst van Eenheid in de Doema gekozen. Konstantin Titov (*1944), leider van de politieke groepering Stem van Rusland en voorzitter van het hoofdbestuur van de Unie van Rechtse Krachten was van 2000 tot 2002 voorzitter van de RPSD. In 2002 fuseerde verschillende sociaaldemocratische partijen, waaronder de RPSD tot de Sociaaldemocratische Partij van Rusland (SDPR). 

## Ideologie
De RPSD was een sociaaldemocratische partij. De partij was economisch liberaal en steunde het hervormingsbeleid van president Jeltsin. Gedurende haar bestaan verbond de RPSD zich telkens met centrumrechtse partijen en werkte eigenlijk nauwelijks samen met linkse partijen. De PRSD was anticommunistisch en voorstander van een op het Westen gerichte buitenlandse politiek. 